# Dusona xenocampta
Dusona xenocampta là một loài tò vò trong họ Ichneumonidae.